# 1960 en science-fiction
| Années de la science-fiction : 1957 - 1958 - 1959 - 1960 - 1961 - 1962 - 1963    |
| Décennies de la science-fiction : 1930 - 1940 - 1950 - 1960 - 1970 - 1980 - 1990 |

L'année 1960 a été marquée, en matière de science-fiction, par les événements suivants.

## Naissances et décès

### Naissances
- 2 mars : Peter F. Hamilton, écrivain britannique.
- 8 avril : Greg Iles, écrivain américain, mort en 2025.
- 29 avril : Robert J. Sawyer, écrivain canadien.
- 25 mai : Eric Brown, écrivain britannique, mort en 2023.
- 6 septembre : Roland C. Wagner, écrivain français, mort en 2012.
- 30 septembre : Nicola Griffith, écrivain britannique.
- 10 novembre : Neil Gaiman, écrivain britannique.
- 23 décembre : Philippe Randa, écrivain français.
- date inconnue : Thierry Acot-Mirande, écrivain français.

### Décès
- 29 décembre : Eden Phillpotts, écrivain et poète britannique, né en 1862, mort à 98 ans.

## Événements
- Fin de la parution de la collection de livres de science-fiction Les Cahiers de la science-fiction.

## Prix

### Prix Hugo
- Roman : Étoiles, garde-à-vous ! (Starship troopers) par Robert A. Heinlein
- Nouvelle : Des fleurs pour Algernon (Flowers for Algernon) par Daniel Keyes
- Film ou série : La Quatrième Dimension (The Twilight Zone)
- Magazine professionnel : The Magazine of Fantasy & Science Fiction
- Artiste professionnel : Ed Emshwiller
- Magazine amateur : Cry of the Nameless (F. M. et Elinor Busby, Burnett Toskey et Wally Weber, éds.)
- Prix spécial : Hugo Gernsback pour The Father of Magazine Science Fiction

## Parutions littéraires

### Romans
- Les Croisés du cosmos par Poul Anderson.
- Docteur Futur par Philip K. Dick.
- Les Maîtres du vortex par Edward Elmer Smith.
- Menace dans le ciel par Algis Budrys.
- Le Monde de la mort par Harry Harrison.
- Un cantique pour Leibowitz par Walter M. Miller.

### Recueils de nouvelles et anthologies
- La Patrouille du temps par Poul Anderson.

### Nouvelles
- L'Étranger par Ward Moore.

## Sorties audiovisuelles

### Films
- 12 to the Moon par David Bradley.
- The Angry Red Planet par Ib Melchior.
- La Dernière Femme sur Terre par Roger Corman.
- El conquistador de la Luna par Rogelio A. González.
- L'Étoile du silence par Kurt Maetzig.
- La Guerre par Veljko Bulajić.
- La machine à explorer le temps par George Pal.
- Man in the Moon par Basil Dearden.
- Mince de planète par Norman Taurog.
- Le Monde perdu par Irwin Allen.
- Les Mystères d'Angkor par William Dieterle.
- Nus sur la Lune par Doris Wishman et Raymond Phelan.
- Passeport pour la lune par Basil Dearden.
- Le Vainqueur de l'espace par Antonio Margheriti.
- Le village des damnés par Wolf Rilla.
- Le Voyageur du temps par Edgar G. Ulmer.